# Parc national de Hardangervidda
Le parc national de Hardangervidda est le plus grand parc national de Norvège continentale avec ses 3 422 km2. Il est situé au sud du pays, à la frontière des comtés d'Innlandet, de Vestfold og Telemark et de Buskerud. Il fut fondé en 1981.
Le parc national protège le cœur du Hardangervidda, le plus vaste plateau de haute-montagne d'Europe du Nord. Le paysage varie d'Est en Ouest, allant des sommets prononcés et des vallées profondes de l'Ouest au reliefs plus arrondis à l'Est en passant par une section centrale plus plate où se développent des grands lacs et tourbières. L'essentiel de la surface est situé au-dessus de la limite des arbres, avec cependant des variations importantes de la faune et flore du fait du gradient climatique et de la nature des roches. Ces variations font du parc une zone très riche, avec en particulier le plus important troupeau de rennes d'Europe.
Lors du retrait des glaciers, il y a environ 9 000 ans, ces rennes constituaient la principale source de nourriture des premiers humains sur le plateau. Avec le développement de l'agriculture, les zones de hautes montagnes comme le plateau sont utilisés pour la pâture estivale des animaux de ferme. Aujourd'hui encore, chasse, pêche et pâture estivale sont des activités importantes dans parc national. Depuis la construction de la ligne de Bergen, le tourisme s'est aussi imposé comme activité économique de premier plan, avec en particulier un important réseau de chalets et de sentiers.

## Géographie

### Localisation

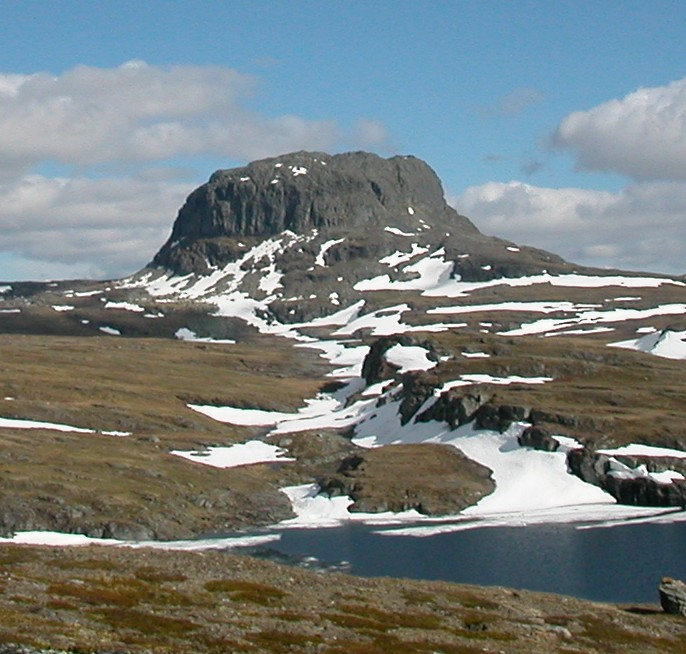
Hårteigen dominant le plateau de Hardangervidda.

Le parc national de Hardangervidda est le plus grand des parcs nationaux de Norvège continentale avec 3 422 km2. Le parc fait partie du territoire des communes de Eidfjord, Ullensvang et Odda dans le comté de Hordaland, Vinje et Tinn dans le comté de Telemark et Nore og Uvdal et Hol dans le comté de Buskerud. Il est prolongé au nord par le paysage protégé de Skaupsjøen/Hardangerjøkulen (551 km2) et au sud-est par le paysage protégé de Møsvatn Austfjell (299 km2).

### Relief
Le parc recouvre la partie centrale du haut plateau de Hardangervidda, faisant partie de la chaîne des Alpes scandinaves, et qui avec ses 8 000 km2 est le plus vaste haut plateau d'Europe du Nord. La vaste majorité du parc a une altitude supérieure à 1 000 m. À l'est, le paysage ondule légèrement, avec des sommets doux et des vues dégagées tandis qu'à l'ouest, le paysage est plus varié avec des sommets plus marqués et des vallées profondes connectant au réseau de fjords en dehors du parc. Le point culminant du parc est Sandfloeggi au Sud-Ouest, d'une hauteur de 1 721 m, mais le sommet le plus notable est probablement Hårteigen plus au nord, d'une hauteur de 1 690 m, dominant le plateau avec des parois quasi-verticales de 300 m et est visible depuis presque partout dans le parc.

Carte du parc national.

### Hydrographie

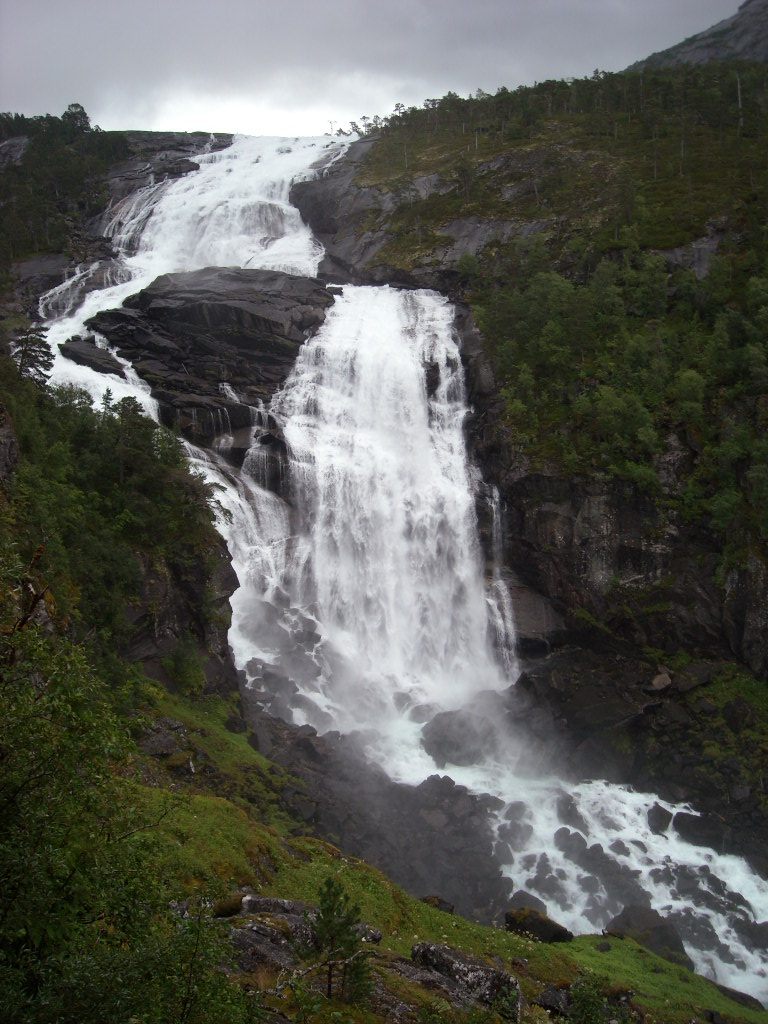
La cascade Nyastølsfossen.

Le plateau est à la limite entre les bassins versants de l'Est et de l'Ouest norvégien. Plusieurs des grands fleuves de l'Est ont leur source dans le parc, tel que le Numedalslågen et Kvenna (source du fleuve Skiensvassdraget). Les rivières de l'ouest, telles Veig et Kinso sont en général plus courtes, et présentent un dénivelé plus important, avec souvent nombreuses cascades, celles de la Kinso dans la vallée Husedalen, dont Nyastølsfossen, Nykkjesøyfossen et Søtefossen au sein du parc national, étant particulièrement réputées,. Le plateau est aussi parsemé de centaines de lacs, certains pouvant atteindre des dimensions importantes, en particulier dans la section centrale, la plus plate, avec Bjornesfjorden, Langesjøen, Nordmannslågen et Tinnhylen. Cette section centrale comprend aussi un grand nombre de tourbières.

### Climat
Le climat du parc suit un gradient entre le climat océanique au sud-ouest et un climat plus continental au nord-est. Cependant, le paysage étant relativement plat, le contraste Ouest-Est est moins prononcé qu'ailleurs dans le pays. Ce gradient concerne à la fois les températures et les précipitations, ainsi, près de Røldal au sud-ouest à l'extérieur du parc, il tombe 1 285 mm de précipitations annuelles, contre seulement 490 mm à Dagali, au nord-est.
| Mois                              | jan. | fév. | mars | avril | mai  | juin | jui. | août | sep. | oct. | nov. | déc. | année |
| --------------------------------- | ---- | ---- | ---- | ----- | ---- | ---- | ---- | ---- | ---- | ---- | ---- | ---- | ----- |
| Température minimale moyenne (°C) | −8,4 | −8,4 | −5,8 | −1,5  | 2,4  | 6,2  | 9,1  | 8,4  | 5,5  | 0,9  | −2,6 | −5,1 | 0,1   |
| Température moyenne (°C)          | −5,7 | −5,7 | −2,2 | 2,4   | 7,4  | 11,3 | 13,6 | 12,5 | 9,2  | 3,9  | −0,7 | −3,1 | 3,6   |
| Température maximale moyenne (°C) | −3,2 | −3,1 | 1,3  | 6,2   | 12,5 | 16,4 | 18,1 | 16,6 | 12,8 | 6,8  | 1,2  | −1,1 | 7,1   |
| Précipitations (mm)               | 67,6 | 47,1 | 43,8 | 32,2  | 45,1 | 57,7 | 71,3 | 83,9 | 74,1 | 84,1 | 76,2 | 70,7 | 761   |

| Diagramme climatique                                  |              |             |             |             |             |             |             |             |            |             |              |
| J                                                     | F            | M           | A           | M           | J           | J           | A           | S           | O          | N           | D            |
| −3,2−8,467,6                                          | −3,1−8,447,1 | 1,3−5,843,8 | 6,2−1,532,2 | 12,52,445,1 | 16,46,257,7 | 18,19,171,3 | 16,68,483,9 | 12,85,574,1 | 6,80,984,1 | 1,2−2,676,2 | −1,1−5,170,7 |
| Moyennes : • Temp. maxi et mini °C • Précipitation mm |              |             |             |             |             |             |             |             |            |             |              |

## Géologie

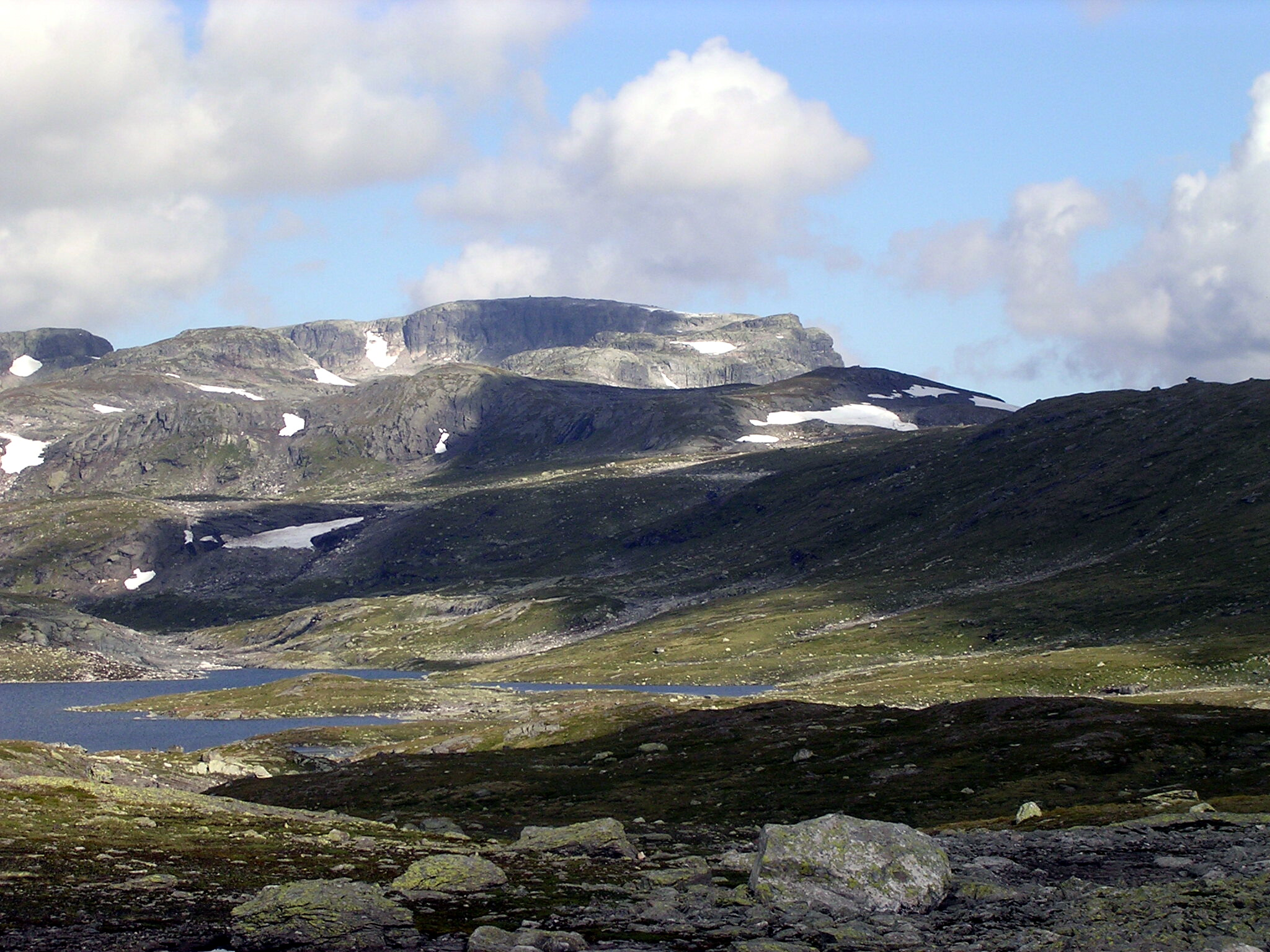
Sandfloegga et plusieurs autres sommets à l'ouest du parc sont constitués de granites et gneiss résistant à l'érosion.

Le socle du parc est constitué de granite et gneiss précambriens, allant jusqu'à un âge de 1,6 milliard d'années. Ces roches sont en particulier visibles dans toute la moitié Est du plateau. Au début du Cambrien, il y a environ 545 millions d'années, la pénéplaine se retrouve sous la mer et se recouvre peu à peu de sédiments. Ces roches, comprenant en particulier du calcaire se retrouvent surtout dans la partie Ouest du parc, et sont responsables des terrains plus fertiles dans cette zone. Lors de l'orogenèse calédonienne, une nappe constituée elle aussi de roches précambriennes fut charriée jusqu'à recouvrir le Hardangervidda. Les fortes pressions entrainent un important métamorphisme pour les roches sédimentaires, transformant les argiles en schistes ou phyllites, le sable en quartzite. L'érosion de la vaste chaîne calédonienne eut raison de la plupart des roches de la nappe de charriage, qui ne reste que sous forme de klippes dans le paysage de l'ouest du plateau, les roches dures constituant les principaux sommets (tels que Hårteigen ainsi que les roches sous le glacier Hardangerjøkulen à l'extérieur du parc national).
La pénéplaine s'éleva à nouveau à partir d'environ 50 Ma, pour atteindre approximativement l'altitude d'aujourd'hui. Le travail d'érosion reprit alors de plus belle, en particulier durant les glaciations du Quaternaire. Durant cette période, le plateau est recouvert entièrement d'un vaste glacier qui s'écoule de part et d'autre, creusant des vallées glaciaires, particulièrement profondes à l'ouest qui constitueront les fjords, dont en particulier le Sørfjorden formant la frontière ouest du plateau. En revanche, au centre du plateau, le mouvement du glacier est très faible, et donc le paysage actuel est probablement similaire à celui qui existait avant les glaciations. L'essentiel des glaciers disparaissent il y a environ 9 000 ans, le Hardangerjøkulen et les quelques petits glaciers au sud-ouest du parc en constituant les dernières reliques. En fondant, les glaciers ont laissé derrière eux plusieurs eskers dans le paysage du plateau.

## Milieux naturels

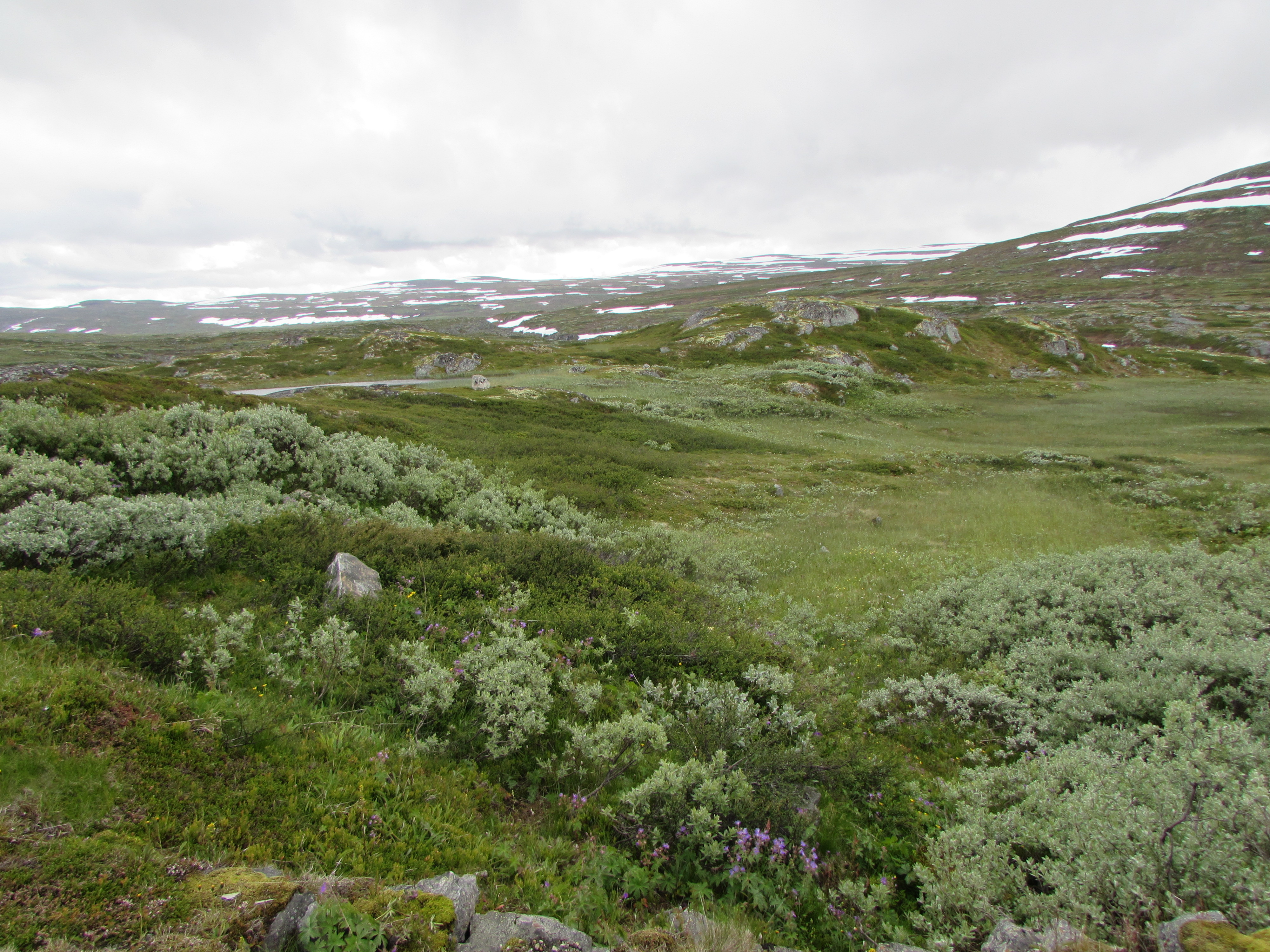
Végétation caractéristique du parc.

Le plateau de Hardangervidda est l'une des zones de montagnes les mieux étudiées en ce qui concerne la faune et flore. Il est aussi l'une des plus riches, et possède d'importantes variations dans la végétation, dues à la fois aux gradients climatiques et aux variations dans la nature du sol. 98 % de la surface du parc est situé au-dessus de la limite des arbres, les forêts étant au niveau des profondes vallées aux frontières du parc, telles que la vallée de Husedalen au nord-ouest où l'altitude descend jusqu'à 260 m. L'essentiel du parc est donc constitué de landes et prairies de l'écorégion des forêts de bouleaux et prairies d'altitude scandinaves. La partie la plus riche du parc est à l'ouest, où les précipitations sont plus importantes, les températures plus tempérées, et le sol plus riche en calcaire. Une des plantes les plus rares est Draba cacuminum, qui est endémique des zones montagneuses de la péninsule Scandinave et ne compte que peu d'individus bien que la population semble stable. La végétation a été au cours de l'histoire très influencée par la présence humaine, et aujourd'hui encore, la pâture des moutons peut avoir un effet important sur les plantes du parc.

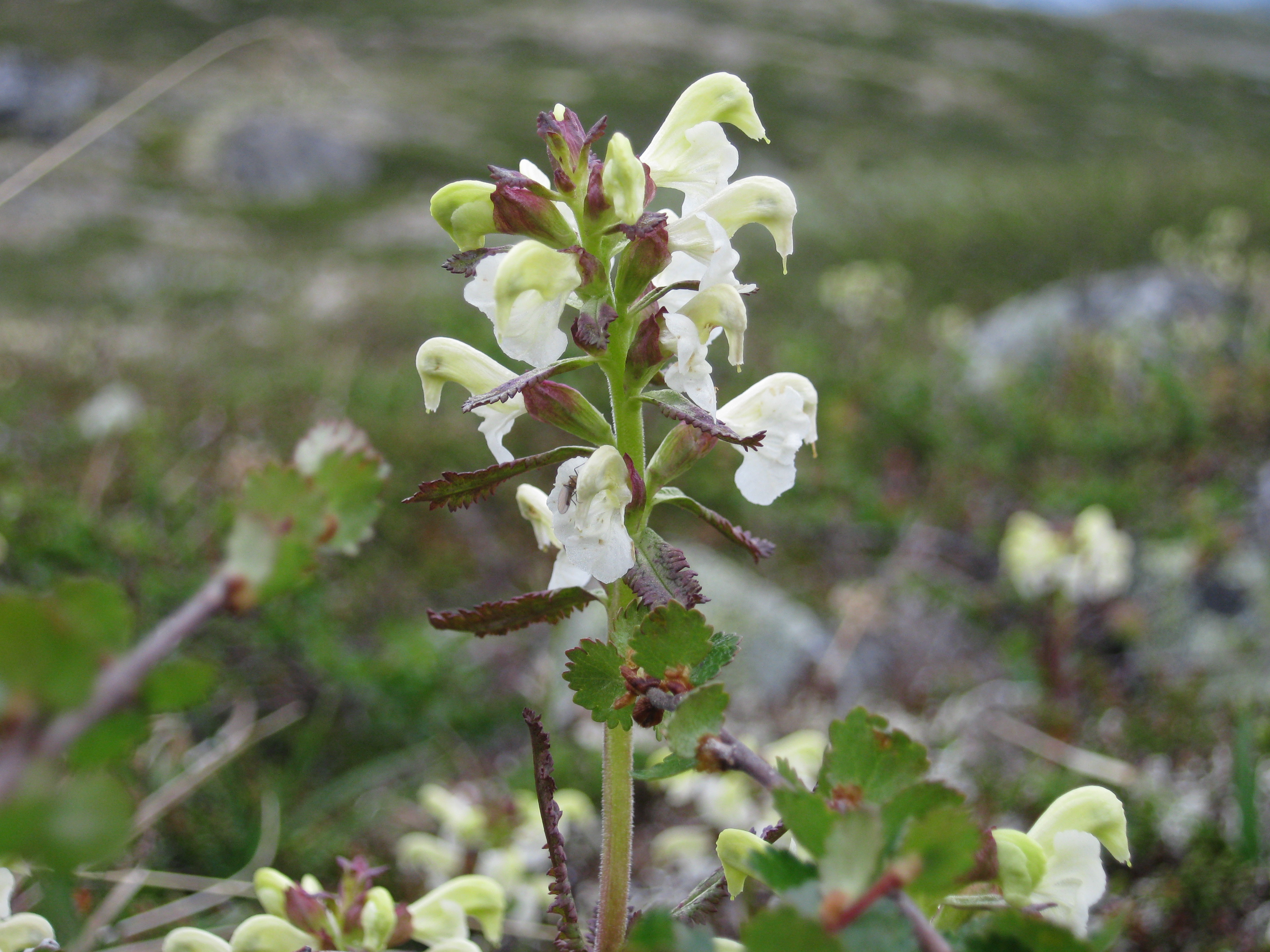
Pedicularis lapponica sur le plateau.
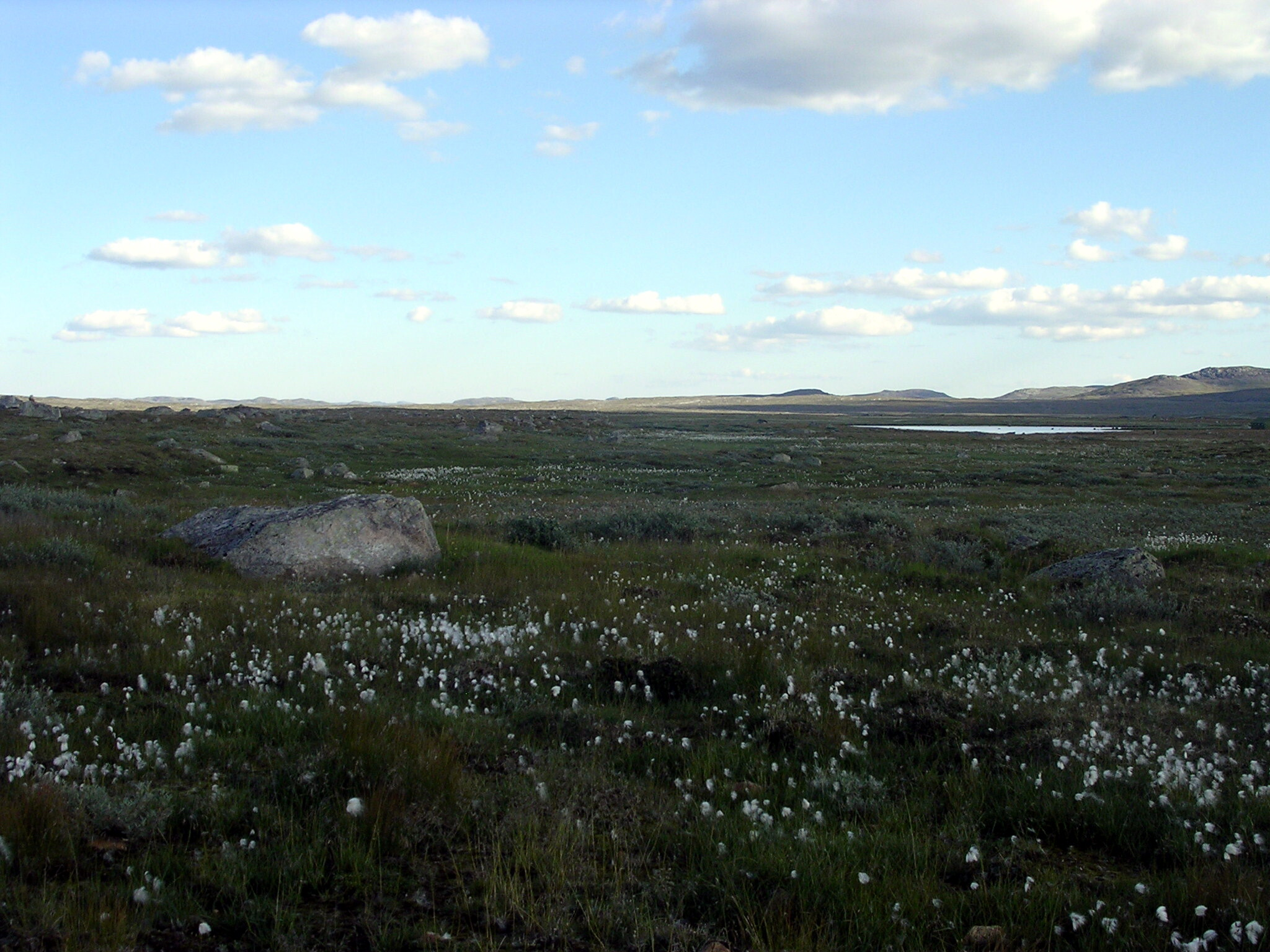
Zone humide dans la partie centrale du parc, près du lac Nordmannslågen.
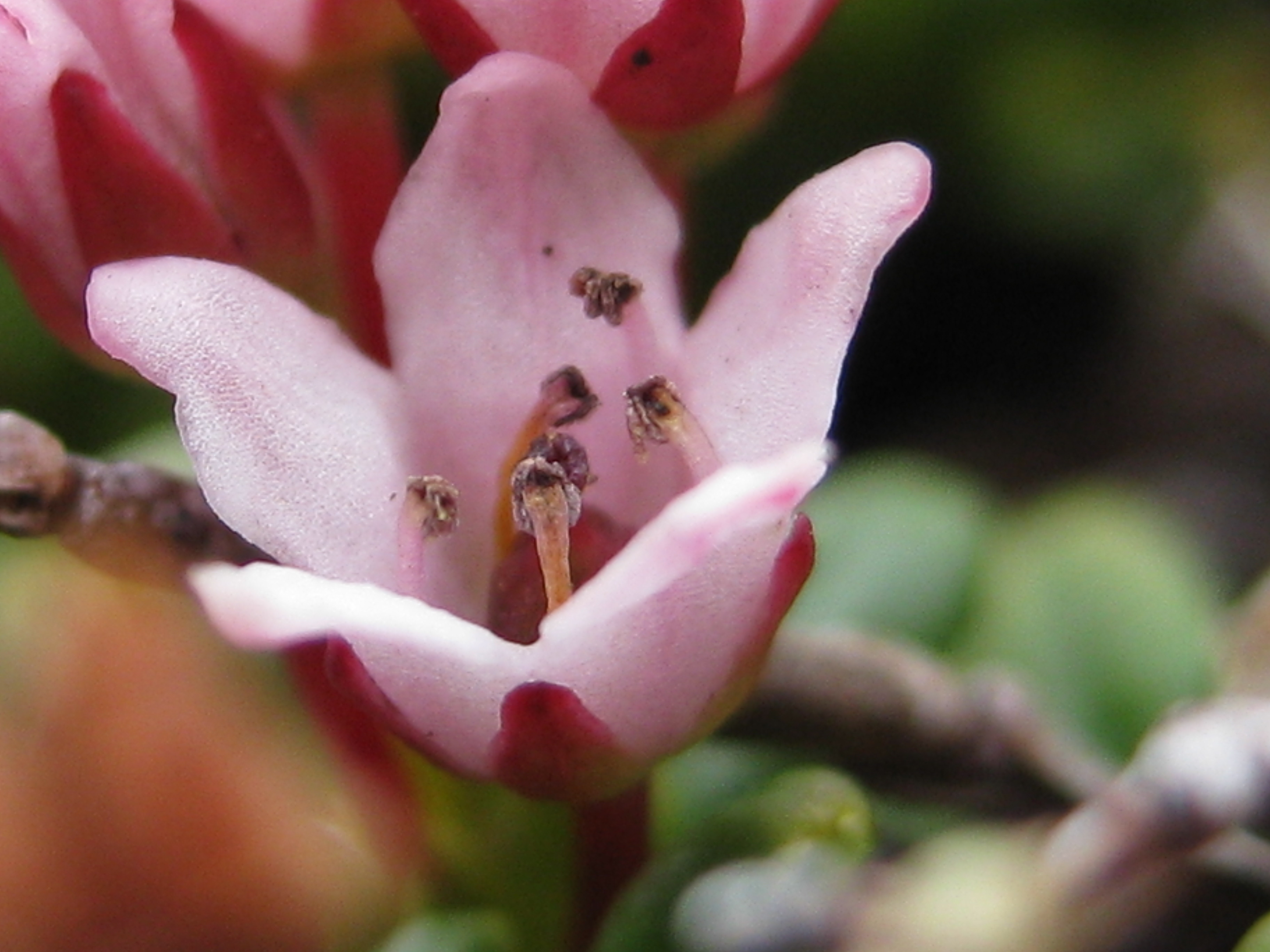
Azalée des Alpes sur le plateau, juste au nord du parc.

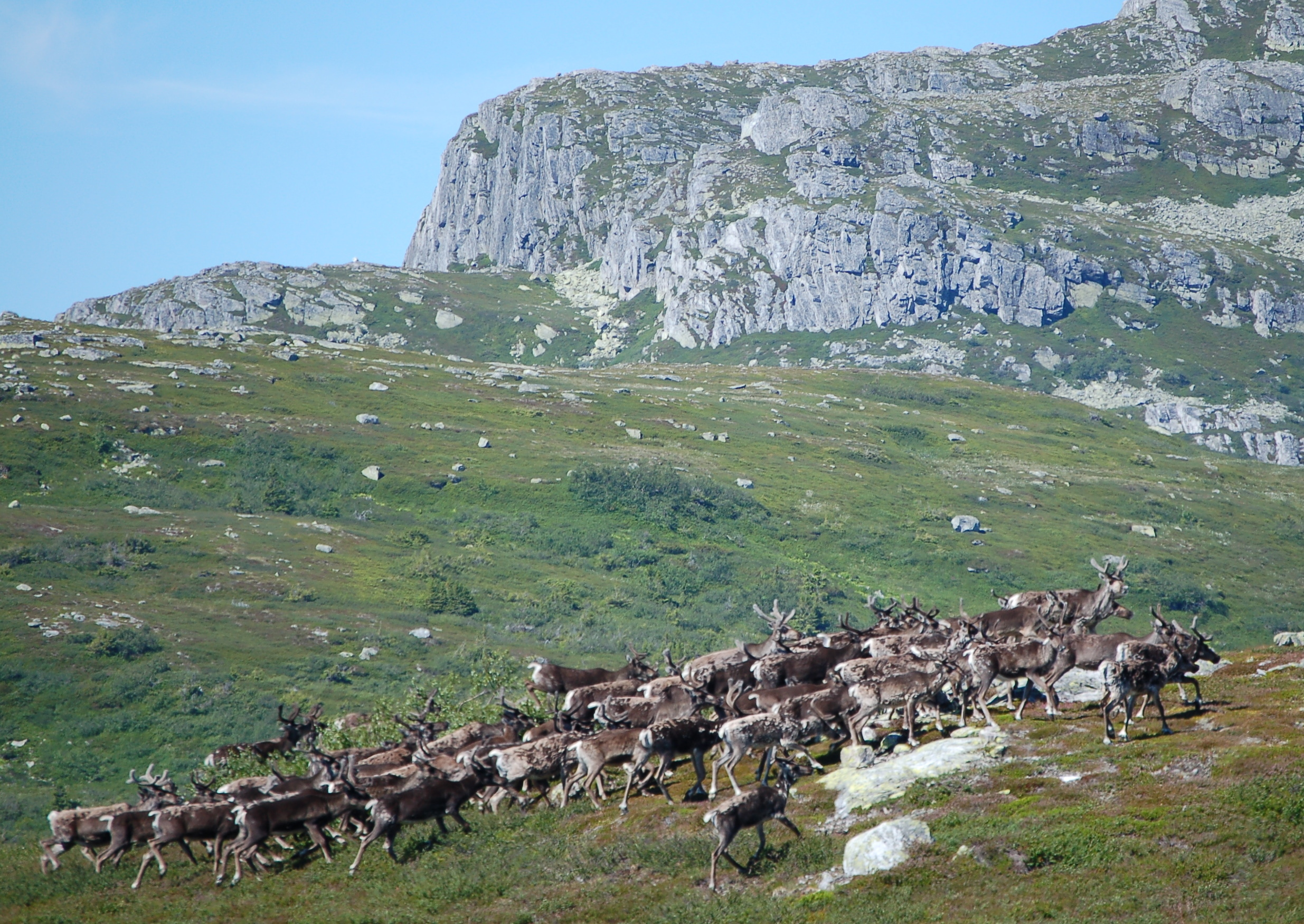
Rennes sauvages dans les montagnes de Blefjell.

La riche flore permet au parc de soutenir une riche faune. 120 espèces d'oiseaux et 21 espèces de mammifères ont été reportées. Le parc est le point le plus au sud de l'aire de répartition ou de reproduction de plusieurs espèces polaires, telles que le renard polaire (Vulpes lagopus), le harfang des neiges (Bubo scandiacus), le labbe à longue queue (Stercorarius longicaudus) et le harelde kakawi (Clangula hyemalis). Le Hardangervidda est particulièrement important pour sa population de rennes (Rangifer tarandus), qui constitue le plus grand troupeau de rennes sauvages d'Europe, avec une population estimée en 2003 à 5 000 à 6 000 individus. Les rennes sont nomades, paissant les tapis de lichens de l'est du plateau en hiver mais passant l'été dans les plus riches sections occidentales où ils se reproduisent. En termes de grands prédateurs, le parc compte quelques rares gloutons (Gulo gulo) et des lynx boréaux (Lynx lynx), mais ce dernier est chassé intensivement dans le comté de Hordaland. Le renard polaire est très rare sur le plateau, ainsi que dans le reste du pays où il est classé comme espèce menacée. Comme dans le reste des Alpes scandinaves, le renard polaire et beaucoup d'autres espèces est dépendant des cycles de populations de lemmings des toundras (Lemmus lemmus). 
Parmi les oiseaux, les espèces caractéristiques du plateau sont le lagopède des saules (Lagopus lagopus) et le lagopède alpin (Lagopus muta), la buse pattue (Buteo lagopus), le faucon gerfaut (Falco rusticolus) et l'aigle royal (Aquila chrysaetos). Outre ces espèces, le parc compte d'importantes populations d'oiseaux, surtout canards et limicoles, liées aux zones humides, en particulier dans la partie centrale du parc.
Les eaux du parc sont très riches en truites (Salmo trutta).

## Histoire
Les hommes sont arrivés sur le plateau dès le retrait des glaciers, il y a environ 9 000 ans, et vivaient en grande partie de la chasse aux rennes, complété par de la pêche. De nombreux vestiges de cette époque sont dispersés dans le parc, comme des sites d'habitation, fréquents autour des principaux lacs, des pièges et des outils. Il y a environ 250 sites datant de l'âge de la pierre dans le parc, le plus ancien daté de 6 300 av. J.-C..
Si la chasse et la pêche restent des activités incontournables du parc pendant toute l'histoire, les populations deviennent rapidement sédentaires et le plateau est utilisé comme terrain d'estive. Plusieurs chalets d'alpage se trouvent alors dans le parc, souvent regroupés en hameaux dans la partie ouest alors qu'ils sont isolés les uns des autres à l'Est. De même, les matériaux de construction reflètent les différences entre l'Est et l'Ouest, avec souvent de la pierre à l'Ouest et du bois à l'Est. De nos jours, la transhumance n'est plus pratiquée sur le plateau. Outre ces habitations saisonnières, il y a aussi eu des habitations permanentes dans le parc, en particulier dans la vallée de la Kvenna. 
Le plateau est aussi utilisé durant toute l'histoire comme un lieu de communications, et plusieurs vieilles routes traversant d'Est en Ouest, dont en particulier Nordmannsslepa.
Le tourisme dans les montagnes commence à se développer à la fin du XIXe siècle, organisé en particulier par l'association norvégienne de randonnée (DNT) qui dès immédiatement après sa fondation en 1868 achète le chalet Krokan en bordure du plateau à Rjukan près de la chute Rjukanfossen, et en 1878 construit un chalet à Krækkja, dans l'actuel paysage protégé de Skaupsjøen/Hardangerjøkulen. Mais il faut attendre la construction de la voie ferrée de la ligne de Bergen en 1909, traversant le plateau au sud du parc, pour les premiers afflux massifs de visiteurs. Très rapidement, la DNT créé un réseau de sentiers et de chalets sur l'ensemble du plateau. Le parc national et les deux paysages protégés qui y sont contigus ont été créés le 10 avril 1981.

## Gestion et administration
La gestion du parc est entre les mains des comtés, sous la direction de la direction norvégienne pour la gestion de la nature (DN). Un conseil rassemblant les différents acteurs économiques du parc peut être rassemblé à titre consultatif par le ministère de l'environnement. Le parc de Hardangervidda est unique en Norvège par la proportion importante de terrains privés (52 % de la surface).

## Activités

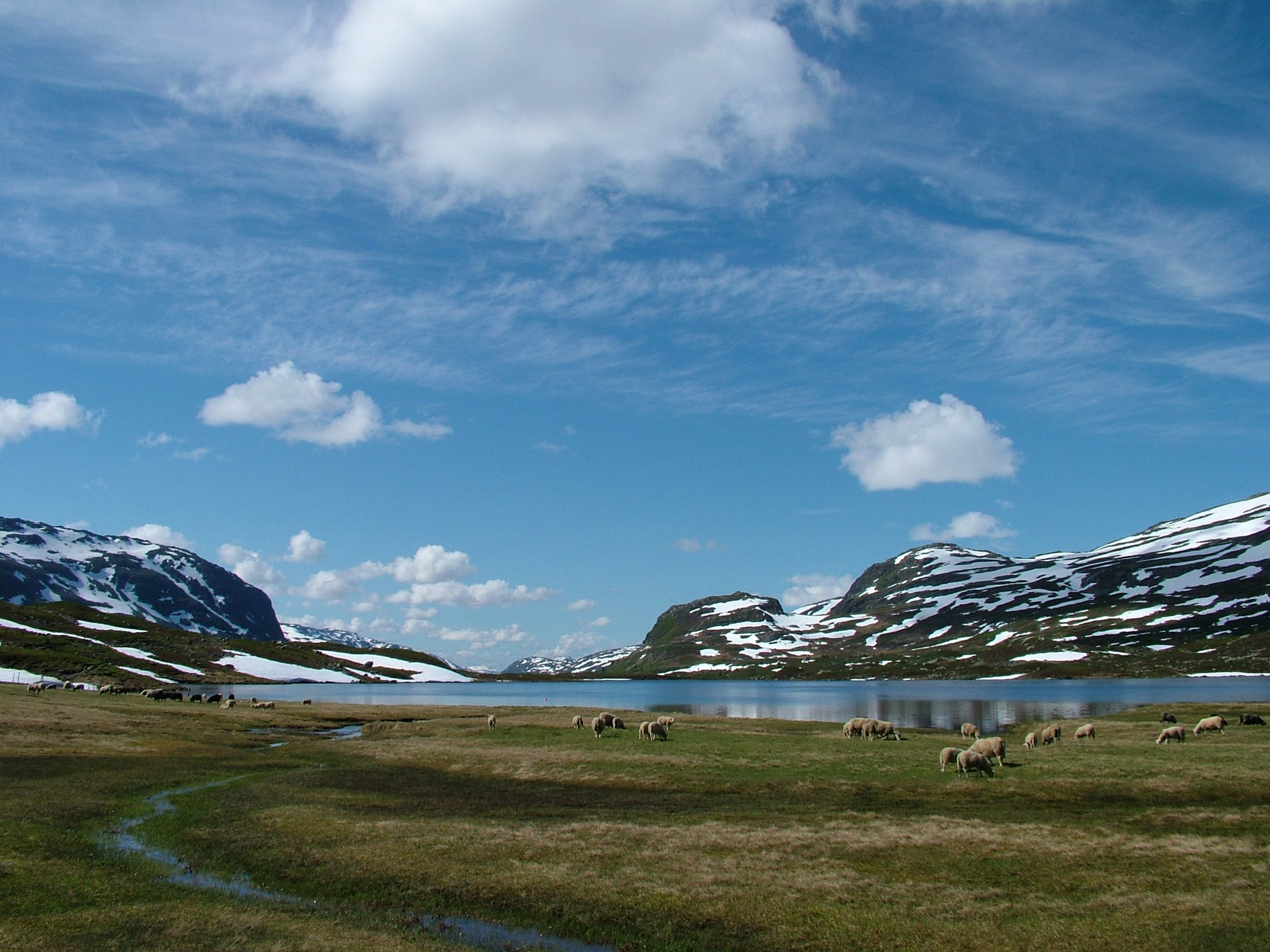
Moutons en pâture dans le parc.

Un grand nombre d'activités, y compris des activités économiques, sont pratiquées au sein du parc. La chasse aux rennes est une activité importante dans le parc et une source de revenus importants grâce à la vente de permis de chasse et de la viande. Étant donné le peu de prédateurs du parc, la chasse est le principal contrôle de la population, et les quotas annuels sont décidés par des organisations publiques. Outre les rennes, la chasse au gibier est aussi une activité prisée, en particulier les lagopèdes. De même, la pêche à la truite est courante, le parc étant réputé pour ses eaux poissonneuses. Une des autres activités économiques majeures du parc est l'élevage des moutons, avec environ 9 000 animaux sur l'ensemble des aires protégées (le parc national et les deux paysages protégés) entre juin et septembre.
Enfin, le parc est l'un des sites de montagne les plus populaires du pays pour le tourisme. Le parc comprend un réseau de sentiers assez extensif avec plusieurs chalets (hytte) où il est possible de passer la nuit, principalement contrôlés par l'association norvégienne de randonnée (DNT). Huit des chalets de DNT ont du personnels (Sandhaug, Rauhelleren, Litlos, Stavali, Torehytten, Hellevassbu, Lågaros et Hadlaskard) et une est en self-service (Ulvelilægret). En outre, il existe quatre chalets privés (Besså, Stigstuv, Hedlo et Hein). Plusieurs autres chalets sont situés sur le reste du plateau le long des principaux sentiers. En plus de la randonnée pédestre durant la saison estivale, les chalets et les sentiers sont utilisés pour les randonnées en ski de fond en hiver.  Le nombre total de nuitées dans le chalets a peu évolué ces trente dernières années, mais les jeunes ont tendance à se détourner de la randonnée et du ski de fond. Outre la randonnée et le ski de fond, la randonnée équestre en été ou en chien d'attelage en hiver est populaire.

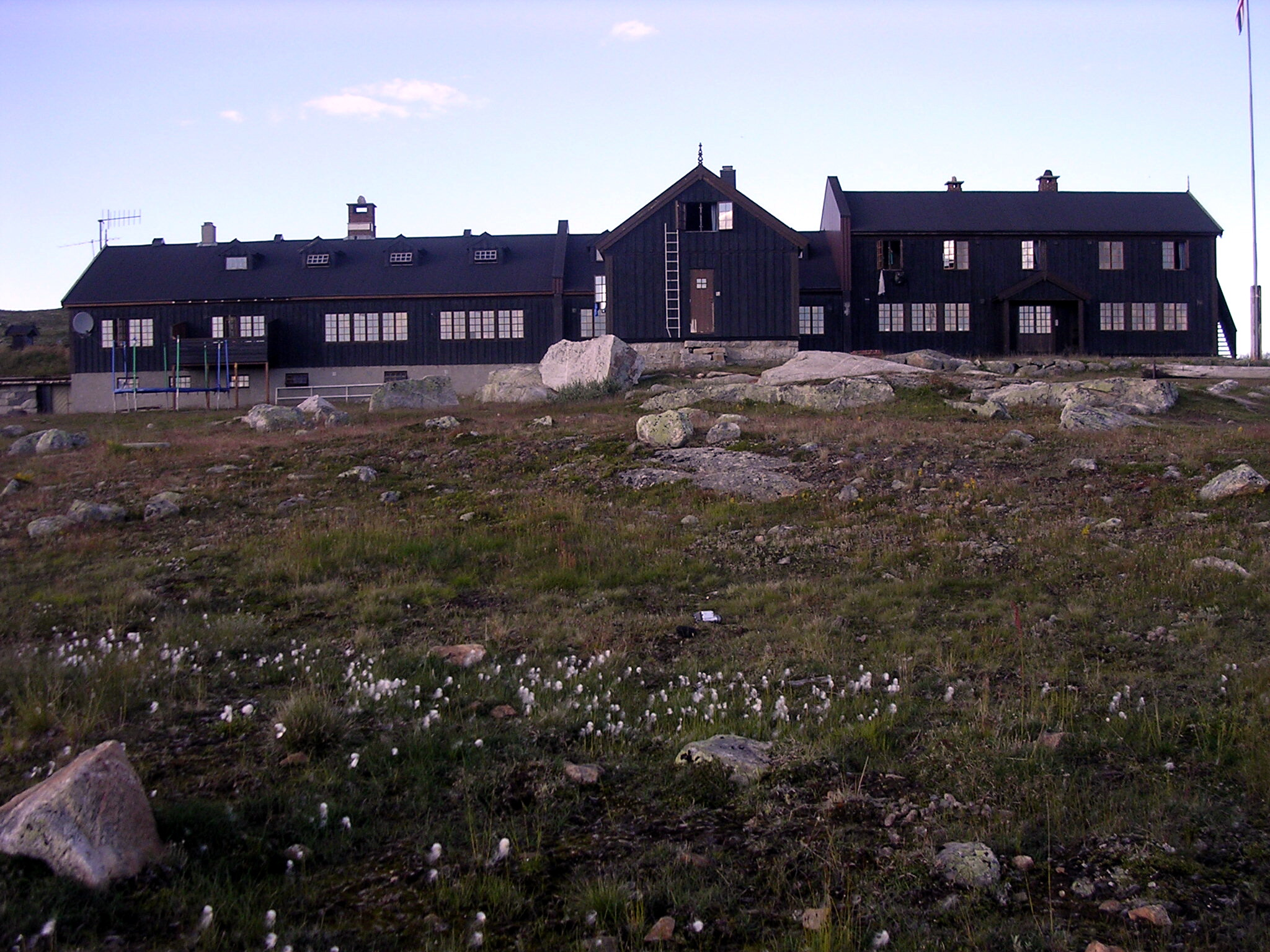
Le chalet de Sandhaug, l'un des trois chalets de DNT dans le parc avec restaurant[F 14].
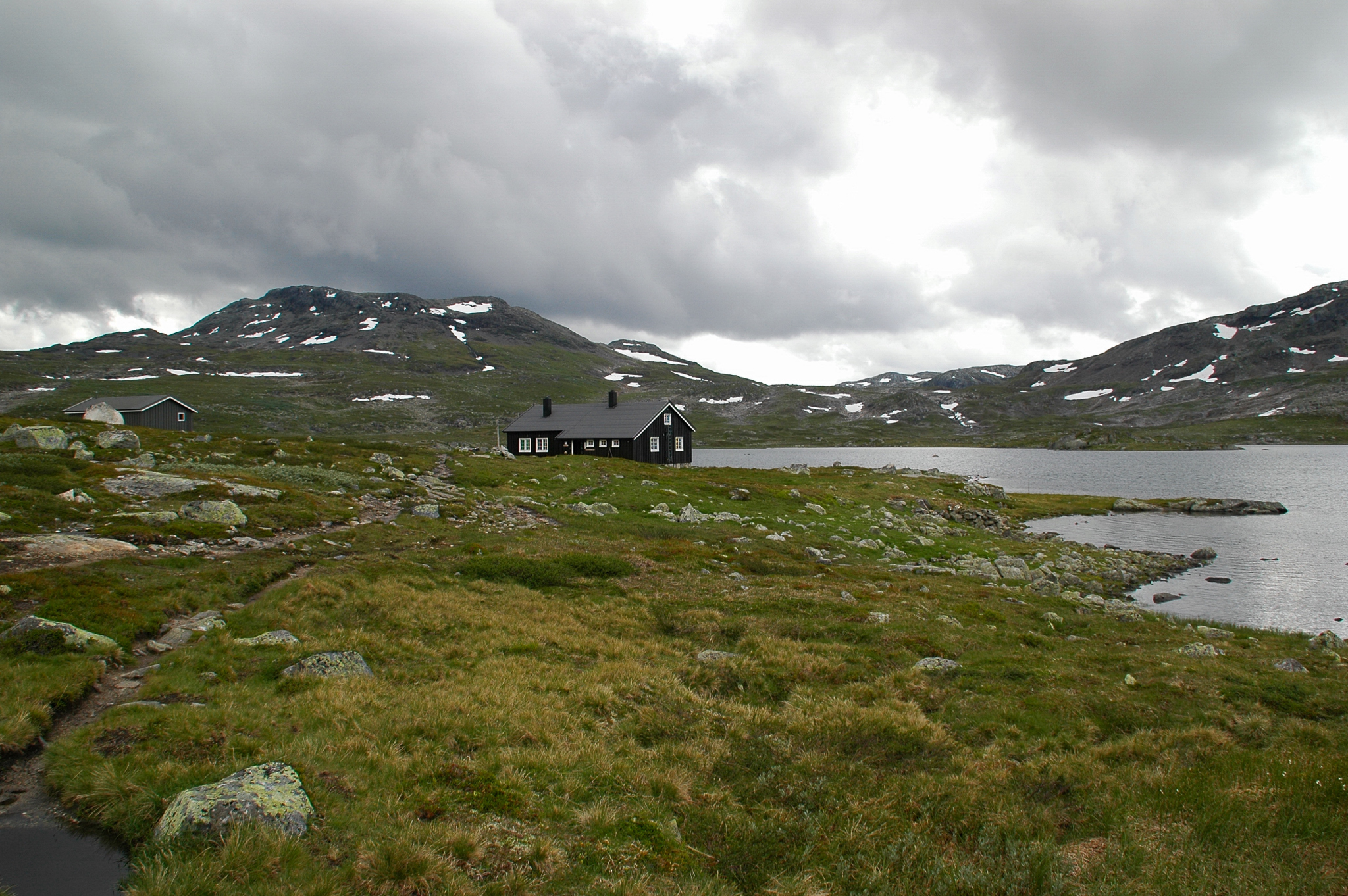
Chalet de Hellevassbu.
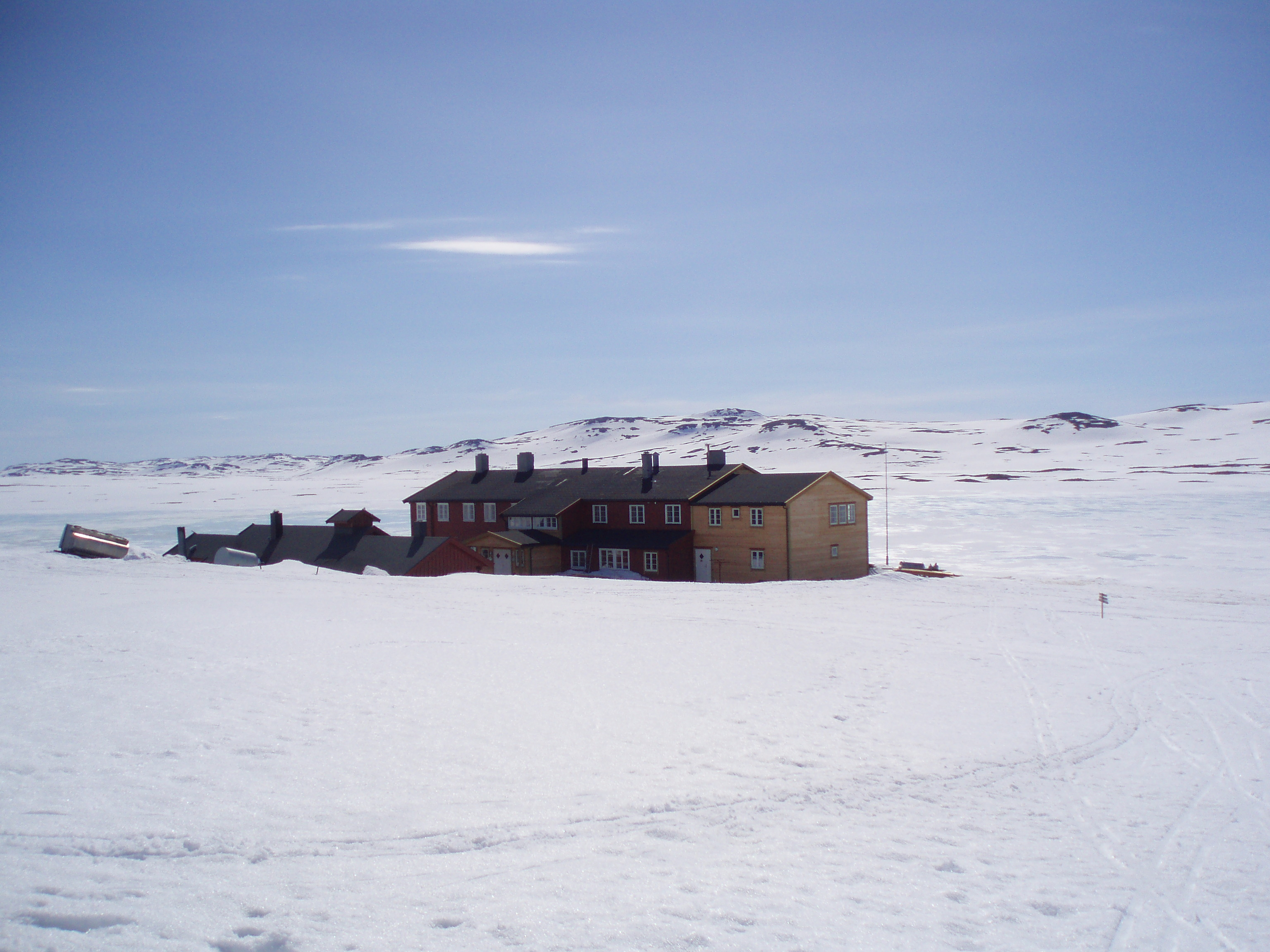
Paysage d'hiver près du chalet Rauhelleren.